# Церква Перенесення мощей Святого Миколая (Гиновичі)
Церква Перенесення мощей Святого Миколая в Гиновичах — парафія і храм греко-католицької громади Бережанського деканату Тернопільсько-Зборівської архієпархії Української греко-католицької церкви в селі Гиновичі Тернопільського району Тернопільської области.

## Історія церкви
Ймовірно, парафія та церква почали діяти ще у XVI столітті. Новий храм був освячений 27 вересня 1931 року.
На початку XVIII століття парафія і храм приєдналися до УГКЦ і залишалися в її лоні до середини 1946 року. Радянська влада закрила храм і перетворила його на музей космонавтики.
8 січня 1989 року парафія відновила свою діяльність. Храм був відкритий і вдруге освячений п'ятьма священниками з сусідніх парафій та Бережанським деканом о. Іваном Пилипишиним. Спочатку парафія увійшла до структури Московського патріархату, але вже у 1990 році, за настоятеля о. Михайла Немелівського, перейшла до УГКЦ.
У 2009 році парафію відвідав владика Василій Семенюк.
При парафії діють спільнота «Матері в молитві» (2013), Марійська (2009) та Вівтарна (1994) дружини.
На території є фігури та хрести парафіяльного значення.

## Парохи
- о. Йосиф Лужницький,
- о. Еміліян Король (1865—1897),
- о. Сильвестр Лепкий (1897—1922),
- о. Андрій Чубатий,
- о. Іван Заверуха (1922—1930),
- о. Микола П'ясецький (1930—1940),
- о. Євзевій Бачинський (1940—1944),
- о. Петро Савицький (1944—1946),
- о. Михайло Немелівський (1989),
- о. Сергій Олійничук (1990—2011),
- о. Олег Дідух (з 26 серпня 2011).